# Бетаксолол
Бетаксолол — синтетичний антигіпертензивний препарат, що належить до групи кардіоселективних бета-блокаторів, для перорального та місцевого (у вигляді очних крапель) застосування.

## Фармакологічні властивості
Бетаксолол — синтетичний лікарський препарат, що належить до групи селективних бета-блокаторів. У вигляді гідрохлориду бетаксолол є білим кристалічним порошком, який розчинний у воді, етиловому спирті, метанолі і хлороформі. Механізм дії препарату полягає у селективній блокаді β1-адренорецепторів, що призводить до зменшення утворення цАМФ із АТФ, яке стимулюється катехоламінами. У результаті цього знижується поступлення іонів кальцію в клітини, знижується частота серцевих скорочень, пригнічується провідність та збудливість міокарду, знижується скоротливість міокарду, знижується чутливість периферичних тканин до катехоламінів. Бетаксолол не має внутрішньої симпатоміметичної активності та має незначні мембраностабілізуючі властивості. Препарат пригнічує автоматизм синоатріального вузла та виникнення ектопічних вогнищ у передсердях. Бетаксолол знижує потребу міокарду у кисні. Бетаксолол знижує серцевий викид, артеріальний тиск та секрецію реніну. Препарат пригнічує реакцію барорецепторів дуги аорти на зниження артеріального тиску. Бетаксолол не чинить негативного впливу на ліпідний обмін, та не чинить значного впливу на вуглеводний обмін. Бетаксолол також може підвищувати тонус гладких м'язів судин та бронхів, що є наслідком дії препарату на β2-адренорецептори, хоча й у значно меншому ступені, чим неселективні бета-блокатори. Бетаксолол знижує також внутрішньоочний тиск та зменшує секрецію внутрішньоочної рідини, не викликаючи міозу, спазму акомодації, гемералопії.

### Фармакодинаміка
Бетаксолол швидко всмоктується у шлунково-кишковому тракті при пероральному прийомі, біодоступність препарату становить 80—95 %. Максимальна концентрація в крові досягається при пероральному прийомі протягом 3—4 годин. При застосуванні бетаксололу у вигляді очних крапель максимальний ефект бетаксололу спостерігається через 2 години. Бетаксолол помірно зв'язується з білками плазми крові. Бетаксолол проходить через гематоенцефалічний бар'єр. Препарат проходить через плацентарний бар'єр та виділяється в грудне молоко. Бетаксолол метаболізується у печінці з утворенням неактивних метаболітів. Виводиться препарат із організму переважно із сечею у вигляді метаболітів. Період напіввиведення бетаксололу становить при пероральному прийомі 15—20 годин, у осіб похилого віку підвищується до 30 годин, цей час може збільшуватися при порушеннях функції нирок та печінки.

## Показання до застосування
Бетаксолол застосовується при:
- гіпертонічній хворобі; стенокардії напруження[1]
- акатизії, що викликана нейролептиками[джерело?]
- при відкритокутовій глаукомі; підвищенні внутрішньоочного тиску; стані після лазерної трабекулопластики; для тривалого лікування після оперативного втручання для зниження внутрішньоочного тиску[джерело?]

## Побічна дія
При застосуванні бетаксололу можливі наступні побічні ефекти:
- Алергічні реакції та з боку шкірних покривів — часто висипання на шкірі (1,2 %); рідко загострення псоріазу та псоріазоподібні висипання, екзема, алопеція, гіперемія шкіри.
- З боку травної системи — часто нудота (1,6 %), блювання, діарея (2 %) або закреп; рідко сухість у роті, біль у животі, анорексія, дисфагія.
- З боку нервової системи — часто головний біль (6,5 %), запаморочення (4,5 %), швидка втомлюваність, сонливість (2,8 %) або безсоння(1,2 %); рідко депресія; дуже рідко парестезії, порушення концентрації уваги, втрата свідомості, кошмарні сновидіння, галюцинації, судоми, тремор.
- Місцеві реакції — зрідка ксерофтальмія, кон'юнктивіт, сльозотеча, відчуття стороннього тіла в оці, затуманювання зору, біль в очах, світлобоязнь, анізокорія, кератит, еритема очних яблук, зменшення чутливості або плямисте забарвлення рогівки.
- З боку серцево-судинної системи — часто брадикардія (8,1 %) або тахікардія, недостатність периферичного кровообігу, артеріальна гіпотензія, периферичні набряки, інфаркт міокарду, периферичний ангіоспазм, AV-блокада (включно до повної AV-блокади та зупинки серця), синдром Рейно, ортостатична гіпертензія, болі в грудній клітці, серцева недостатність, тромбоз.
- З боку сечостатевої системи — часто зниження лібідо, імпотенція (1,2 %); рідко простатит, хвороба Пейроні, дизурія, олігурія, цистит, ниркова колька, порушення менструального циклу, болючість молочних залоз, фіброзно-кістозні зміни молочних залоз.
- З боку дихальної системи — часто риніт(1,4 %), синусит, інфекції верхніх дихальних шляхів(2,6 %); рідко кашель, задишка, бронхо- та ларингоспазм, дихальна недостатність.
- З боку ендокринної системи — рідко гіпо- або гіперглікемія, збільшення маси тіла.
- З боку опорно-рухового апарату — рідко артралгія, міалгія, тендиніт.
- Зміни в лабораторних аналізах — зрідка лейкопенія, тромбоцитопенія, агранулоцитоз, гіперглікемія, гіпоглікемія, ацидоз, гіперхолестеринемія, гіпокаліємія, підвищення рівня сечової кислоти в крові, підвищення рівня активності трансаміназ та лактатдегідрогенази в крові.

## Протипокази
Бетаксолол протипоказаний при підвищеній чутливості до препарату, кардіогенному шоці, при декомпенсації серцевої недостатності або серцевій недостатності ІІВ—ІІІ ступеня, стенокардії Принцметала, синдромі слабкості синусового вузла, АВ-блокаді ІІ-ІІІ ступеня, при бронхообструктивних захворюваннях або бронхіальній астмі, брадикардії, артеріальній гіпотензії, цукровому діабеті, важких порушеннях периферичного кровообігу, метаболічному ацидозі, нелікованій феохромоцитомі, дистрофічних змінах рогівки. Препарат не застосовують при вагітності та годуванні грудьми та у дитячому віці. З обережністю застосовують препарат при міастенії, нирковій недостатності, псоріазі, депресії, обструктивних захворюваннях легень.

## Форми випуску
Бетаксолол випускається у вигляді таблеток по 0,01 та 0,02 г; 0,25 % очної суспензії у флаконах по 5 та 10 мл; 0,5 % розчину у вигляді очних крапель по 5 мл у флаконах.

## Синоніми
Бетак, Бетакор, Локрен (таблетована форма)
Беталмік 0,5%, Бетоптик S, Бетофтан (очні краплі)